# Destructor Estelar clase República
El Republic-class Star Destroyer o Destructor Estelar clase República es un tipo de nave espacial del universo de Star Wars. Fue diseñado por el general de la Alianza Rebelde Walex Blissex, en un intento de ésta por desafiar el poder de los destructores imperiales.

## Historia
Se cree que un primer prototipo, el Liberty I, pudo participar ya en la batalla de Endor, sirviendo como nave capital de la flota rebelde junto a los cruceros Calamari del Almirante Ackbar.
Walex Blissex diseñó una nave más pequeña y estilizada, más rápida que las creaciones de su hija, Lira Wessex. Posteriormente, durante la Nueva República, fabricado por los astilleros de Rendeli, este destructor tenía una longitud de 1250 metros, una tripulación 8428 personas y podía transportar 3200 soldados. En sus hangares hay capacidad para llevar 36 cazas y otras naves, además de estar equipada con 40 baterías pesadas de turbo láser, 40 cañones pesados de turbo láser, 20 cañones de iones, y 10 rayos tractores, lo que le proporcionaba una potencia de fuego muy superior a la de los cruceros Calamari, que hasta entonces habían sido la base de la flota rebelde.
- Datos: Q11681083